# Olios greeni
Olios greeni là một loài nhện trong họ Sparassidae.
Loài này thuộc chi Olios. Olios greeni được Mary Agard Pocock miêu tả năm 1901.